# Fernando Villagrán
Fernando Villagrán (Santiago, 1949) es un escritor, periodista, economista, guionista y productor chileno.

## Biografía
Estudió economía en la Universidad de Chile, y periodismo en la Universidad de Santiago de Chile.
Fue subdirector y gerente de Revista Apsi entre 1983 y 1995. Posteriormente condujo el programa cultural de televisión Off The Record, emitido más tarde por Canal 13.
Fue coguionista y productor del documental El diario de Agustín (2008), dirigida por Ignacio Agüero.

## Obra
- 2003 - La muerte de Pinochet: crónica de un delirio
- 2005 - Represión en dictadura: el papel de los civiles (coautoría con Manuel Délano, Manuel Salazar y Felipe Agüero)
- 2011 - Simón Rodríguez: las razones de la educación pública. Reflexiones del educador americano que vence el paso de los siglos
- 2013 - Disparen a la bandada. Crónica secreta de los crímenes en la FACH contra Bachelet y otros
- 2013 - En el nombre del padre. Historia íntima de una búsqueda

## Filmografía
| Año  | Título                   | Acreditado como | Acreditado como | Acreditado como | Acreditado como | Notas         |
| Año  | Título                   | Director        | Productor       | Guionista       | Otro            | Notas         |
| ---- | ------------------------ | --------------- | --------------- | --------------- | --------------- | ------------- |
| 1996 | Off The Record (TV Show) | No              | No              | No              | Sí              | Entrevistador |
| 2008 | El diario de Agustín     | No              | Sí              | Sí              | No              |               |

## Premios
- Premio Altazor (2003) en Ensayo Literario, por Disparen a la bandada. Crónica secreta de los crímenes en la FACH contra Bachelet y otros.
- Premio del Consejo Nacional del Libro y la Lectura (2015) a la mejor obra en la categoría "Escrituras de la Memoria", por En el nombre del padre. Historia íntima de una búsqueda.*